# Y Wladfa
Y Wladfa (Nederlands: De Kolonie) is een Welshe nederzetting in de provincie Chubut van Argentinië die in 1865 gesticht werd met als doel de Welshe taal en cultuur te beschermen. De afstammelingen van de kolonisten worden Welshe Argentijnen genoemd.

## Geschiedenis
De kolonie werd gesticht door de Welshe nationalist Michael D. Jones, die met lede ogen aanzag hoe de Welshe kolonisten in de Verenigde Staten al snel assimileerden met de Amerikaanse bevolking. Hij zag een kolonie voor ogen waarin de Welshe taal en cultuur werden behouden en assimilatie met andere volken vermeden.

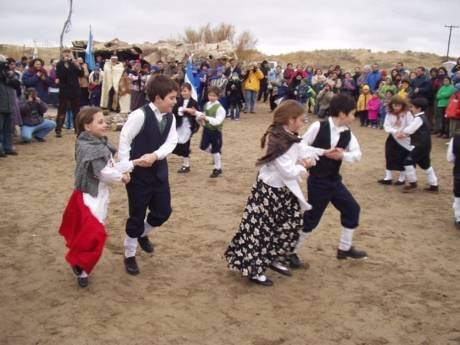
Welshe tradities in Rawson

Op 28 juli 1865 meerden zo'n 150 Welshe kolonisten aan bij Puerto Madryn in Chubut. Enkele kilometers landinwaarts werd de nederzetting Rawson gesticht. Ruim tien jaar later telde de kolonie al 690 inwoners. Y Wladfa werd een succes door de introductie van een irrigatiesysteem dat het dorre land van Chubut transformeerde tot vruchtbare landbouwgrond, maar de daaropvolgende toestroom van niet-Welshe immigranten bracht het oorspronkelijke doel van de kolonie in gevaar.
Met de toenemende bemoeienis van de Argentijnse overheid nam de druk op assimilatie toe. De viering van het 100-jarige bestaan van de kolonie in 1965 leidde echter tot nieuwe interesse voor de kolonie en hun cultuur kreeg weer enige mate van bescherming.
Tegenwoordig is de cultuur van de Welshe Argentijnen een hybride. Het Welsh wordt nog door zo'n 5.000 van hen gesproken.